# سكوت لو
سكوت لو (بالإنجليزية: Scott Law)‏ هو دراج أسترالي، ولد في 9 مارس 1991 في Blacktown City Council ‏ في أستراليا.

## وصلات خارجية
- سكوت لو على موقع الاتحاد الدولي للدراجات (الإنجليزية)
- سكوت لو على موقع أرشيف الدراجات (الإنجليزية)
- سكوت لو على موقع إحصائيات الدراجات الإحترافية (الإنجليزية)
- سكوت لو على موقع نسبة الدراجات (الإنجليزية)